# As You Wish
《As You Wish》是韓國女子團體宇宙少女的第七張迷你專輯，由STARSHIP娛樂、乐华娱乐企劃，並由Kakao M於2019年11月19日發行。中國成員宣儀、程瀟、美岐繼迷你五輯《WJ Please?》、迷你六輯《WJ Stay?》、夏日特別專輯《For the Summer》後再次因為既定中國行程缺席此次回歸。

## 事件
2019年10月24日，通過官方社交媒體在凌晨12點宣佈將於11月19日發行迷你七輯《As You Wish》，也是繼2019年6月發行首張特別專輯《For the Summer》後時隔四個月再次推出專輯。

### 獲得一位
11月26日，在《The Show》獲得本次回歸第一個一位。

### 音源逆行
2020年1月1日，因歌曲寓意含願望成真的寓意，歌曲〈As You Wish〉於凌晨12時空降Melon音源榜第4位、Genie第4位、Bugs第1位、Flo第2位。此為首次新年逆行。
2021年1月1日，歌曲〈As You Wish〉再度於凌晨12時空降Melon音源榜第3位、Genie第17位及Bugs第7位，其後凌晨1時獲得三榜第1位，同時Melon音源實時表破表。
2022年1月1日，歌曲〈As You Wish〉連續三年於凌晨12時空降各大音源榜，凌晨1時獲得各大音源榜第1位，其歌曲已成為韓國新年必聽的新年歌曲。

## 曲目
| 曲序 | 曲目             |                                      | 作曲                                       | 編曲                    |
| ---- | ---------------- | ------------------------------------ | ------------------------------------------ | ----------------------- |
| 1.   | （As You Wish）  | KZ、D'DAY、B.O、EXY                  | KZ、Nthonius、B.O                          | Nthonius                |
| 2.   | （Luckitty-cat） | 真理（Full8loom）、EXY               | 榮光的面孔（Full8loom）、真理（Full8loom） | 榮光的面孔（Full8loom） |
| 3.   | （LIGHTS UP）    | 진솔、정신해、EXY                    | 키겐、진솔、MOpin                          | 진솔、MOpin             |
| 4.   | （WW）           | 정호현（e.one）、崔賢俊、李和真、EXY | 정호현（e.one）、崔賢俊                    | 정호현（e.one）、崔賢俊 |
| 5.   | （）             | KZ、B.O、EXY                         | KZ、Nthonius、B.O                          | Nthonius                |
| 6.   |                  | 김규석、EXY                          | 多願、신쿵                                 | 신쿵                    |
| 7.   |                  | EXY、Big Brother、MAKECAKE36         | EXY、Big Brother、MAKECAKE36               | Big Brother、MAKECAKE36 |

## 銷量
96,647+ (Goan)
78,360+ (Hanteo)